# Större rosenfink
Större rosenfink (Carpodacus rubicilla) är en bergslevande fink som förekommer i Kaukasus och bergsområden i Asien som Altaj och Himalaya.

## Utseende och läten
Större rosenfink är som namnet antyder en ovanligt stor rosenfink och är med sin längd på 19-20,5 centimeter i samma storleksklass som tallbiten. Näbben är kraftig, stjärt och vingar långa. Storleken i kombination med den mörka dräkten och den bågformade flykten gör den trastliknande. 
Hanen är karakteristisk med sin vitprickiga hallonröda dräkt och sin svartmuskighet kring den ljusa näbben. Hona och ung hane är brungrå och grovstreckad, utan inslag av rött. Lock- och flyktlätet är ett glatt tvoi. Sången är en enkel, lugn och fallande strof med klar röst.

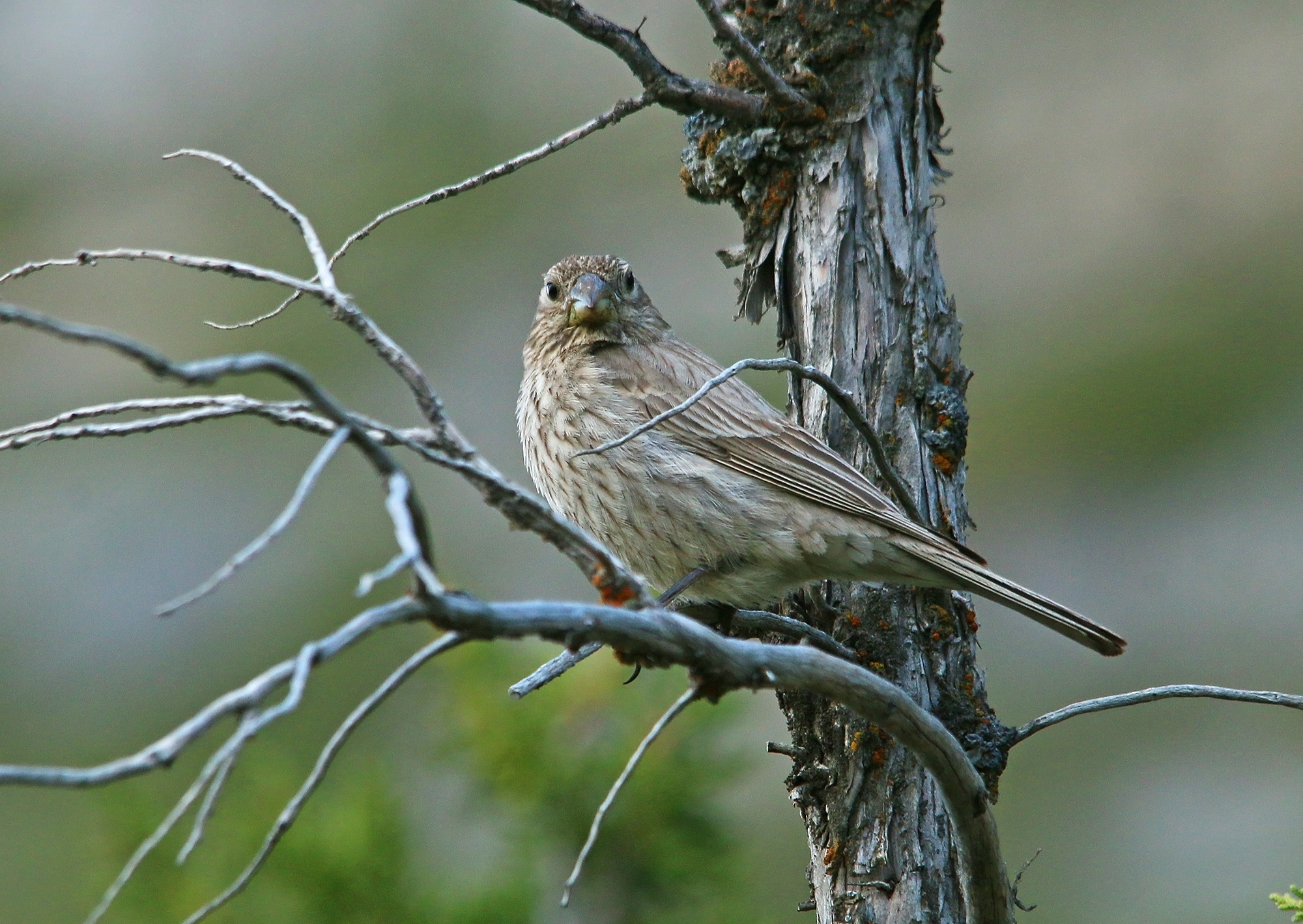
Hona.

## Utbredning och systematik
Större rosenfink delas in i fyra underarter i två grupper:
- C. r. rubicilla – förekommer i Kaukasus; övervintrar i Transkaukasien
- severtzovi-gruppen
  - C. r. diabolicus – förekommer i nordöstra Afghanistan (Sanglech-regionen)
  - C. r. kobdensis – förekommer från Alaibergen i västra Mongoliet till östra och centrala Altaj
  - C. r. severtzovi – förekommer från Kashmir till Nepal, Tibet och sydvästra Kina

Underartsgruppen severtzovi ansågs tidigare utgöra en egen art. Den närmaste släktingen till större rosenfink är himalayarosenfink (Carpodacus rubicilloides).

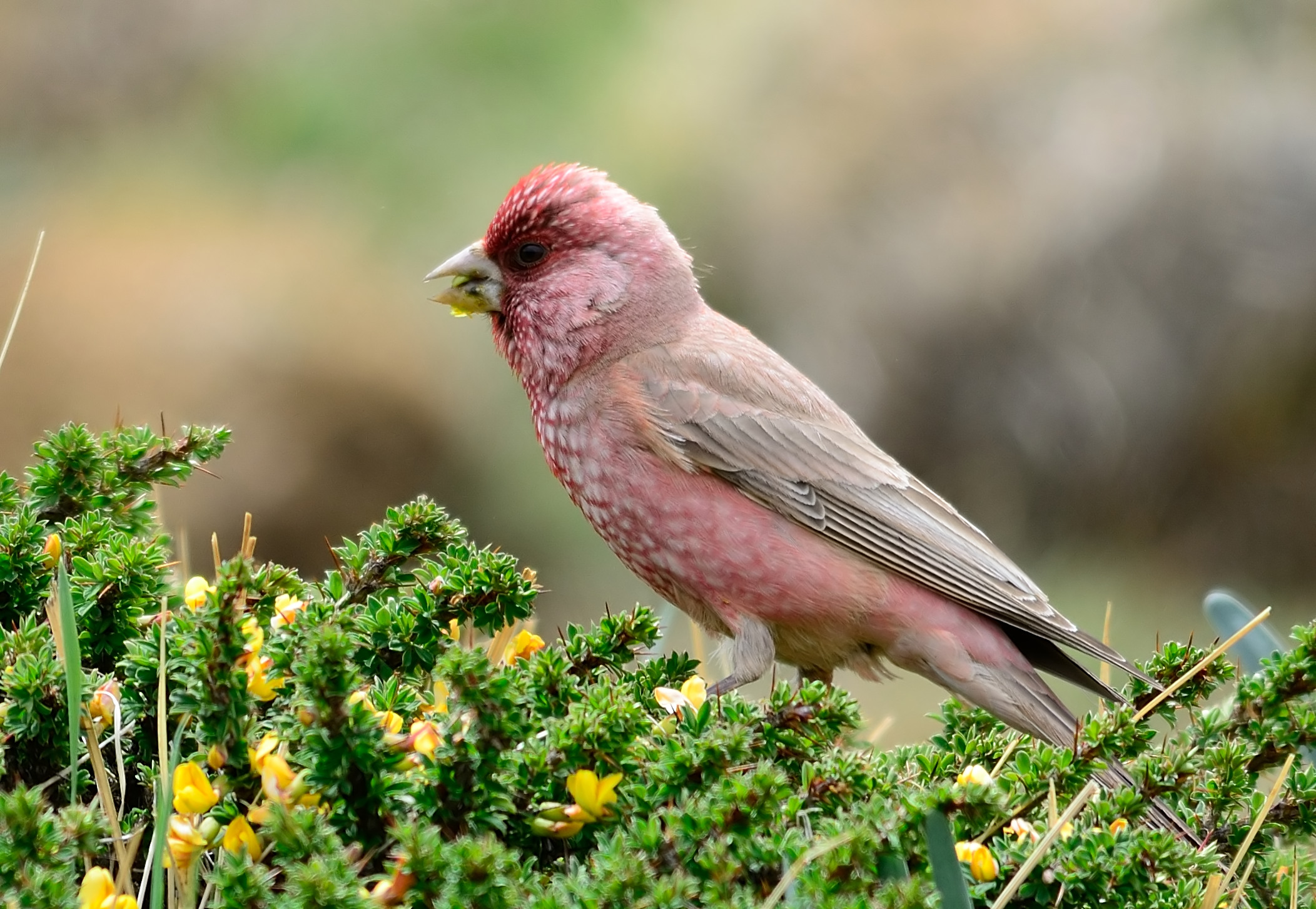
Hane större rosenfink av underarten severtzovi i Himachal Pradesh, Indien.

## Ekologi
Större rosenfink är en högalpinart som häckar över 2500 meter över havet, oftast ovanför rhododendronzonen. Den trivs nära glaciärer på soliga steniga sluttningar med maskrosarter. Vintertid drar den sig ner till ungefär 1000 meter över havet och lever då flockvis.
Den häckar från slutet av maj till augusti, i Europa först juli-augusti. Honan lägger fyra till fem ägg i ett bo som placeras i en klippskreva eller i en låg buske. Fågeln lever huvudsakligen av frön, skott och alpblommor, men intar även bär och små insekter.

## Status och hot
Arten har ett stort utbredningsområde och en stabil populationsutveckling. Utifrån dessa kriterier kategoriserar IUCN arten som livskraftig (LC). I Europa beräknas beståndet till 5 100-10 300 par, men Europa tros utgöra mindre än fem procent av utbredningsområdet.